# الحنو الاسفل (الصومعة)

تعديل مصدري - تعديل

الحنو الاسفل هي إحدى قرى عزلة ال اليحوي بمديرية الصومعة التابعة لمحافظة البيضاء، بلغ تعداد سكانها 114 نسمة حسب تعداد اليمن لعام 2004.